# Y Biêr Niê
Y Biêr Niê (sinh ngày 20 tháng 6 năm 1963) là một chính trị gia người Việt Nam, dân tộc Ê Đê. Ông hiện là Phó Bí thư Tỉnh ủy Đắk Lắk.
Ông từng là đại biểu Quốc hội Việt Nam khóa XIV nhiệm kì 2016-2021, thuộc đoàn đại biểu Quốc hội tỉnh Đắk Lắk, Chủ tịch Hội đồng nhân dân tỉnh Đắk Lắk, Trưởng Đoàn đại biểu Quốc hội tỉnh Đắk Lắk, Ủy viên Ủy ban Tài chính, Ngân sách của Quốc hội.

## Xuất thân
Y Biêr Niê sinh ngày 20 tháng 6 năm 1963 quê quán ở xã Cư Bao, thị xã Buôn Hồ, tỉnh Đắk Lắk.

## Giáo dục
- Giáo dục phổ thông: 12/12
- Đại học chuyên ngành Chăn nuôi thú y
- Cử nhân hành chính
- Cao cấp lí luận chính trị

## Sự nghiệp
Ông gia nhập Đảng Cộng sản Việt Nam vào ngày 11/5/1996.
Ông từng là đại biểu hội đồng nhân dân tỉnh Đắk Lắk nhiệm kỳ 2011-2016; huyện Krông Búk nhiệm kỳ 2004-2011.
Ngày 2 tháng 12 năm 2015, tại kì họp thứ 11 Hội đồng nhân dân tỉnh Đắk Lắk khóa 8, ông được bầu giữ chức vụ Chủ tịch Hội đồng nhân dân tỉnh Đắk Lắk nhiệm kỳ 2011 – 2016 thay cho ông Niê Thuật.
Khi ứng cử đại biểu Quốc hội Việt Nam khóa XIV vào tháng 5 năm 2016 ông đang là Phó Bí thư tỉnh ủy, Chủ tịch Hội đồng nhân dân tỉnh Đắk Lắk, làm việc ở Văn phòng Đoàn đại biểu Quốc hội và Hội đồng nhân dân tỉnh Đắk Lắk.
Ngày 22 tháng 5 năm 2016, ông trúng cử đại biểu quốc hội Việt Nam khóa 14 ở đơn vị bầu cử số 3, tỉnh Đắk Lắk gồm có thị xã Buôn Hồ và các huyện: Ea H`Leo, Krông Búk, Krông Năng, Ea Kar, được 293.478 phiếu, đạt tỷ lệ 73,27% số phiếu hợp lệ.